# Януарий (светец)
Свети Януарий (на латински: Januarius; на италиански: Gennaro; * 272, Беневенто или Йополо, Калабрия, † ок. 305, Поцуоли, Кампания) е епископ на Неапол и Беневенто, мъченик и Светия. Чества се от католическата църква на 19 септември, от православната църква на 21 април.

## Биография
Януарий е обезглавен по времето на император Диоклециан, след като не е докоснат в запалена пещ и дивите животни, които насъскали към него, легнали в краката му. С него в сярните извори на Поцуоли умират седем привърженици: дяконите Соций, Прокъл и Фест, лекторът Дезидерий и християните Гантиол, Евтихий, Акутий и Фест.
Неговите мощи са пренесени през 835 г. от гроба му над античния Неапол в Беневенто. Прочутото чудо с кръвта му е документирано за пръв път на 17 август 1389 г. След това мощите му са преместени в Неапол на 1 май 1491 г. Там той е патрон на катедралата. В Неапол се намира катакомбата с първоначалния му гроб.
Януарий е патрон на Неапол, златарите и помощник против избухване на вулкани. На 16 декември 1631 г. той предупредил за избухването на Везувий.
Немският философ Фридрих Ницше посвещава на Светията четвъртата книга на произведението си „Веселата наука“ (Die fröhliche Wissenschaft, 1882).